# Moni Agiou Nikolaou Sintzas

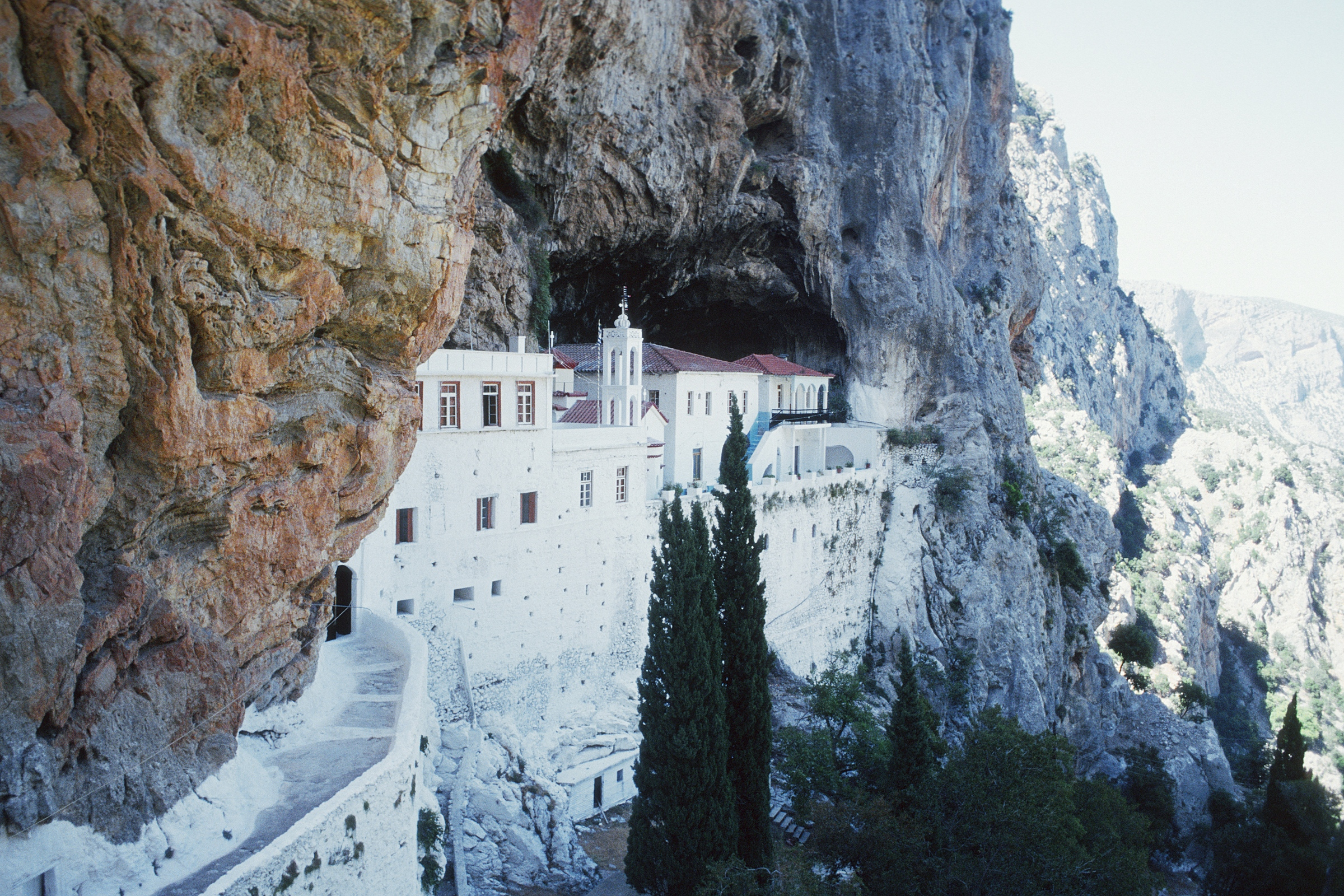
Kloster des Heiligen Nikolaos von Sintza

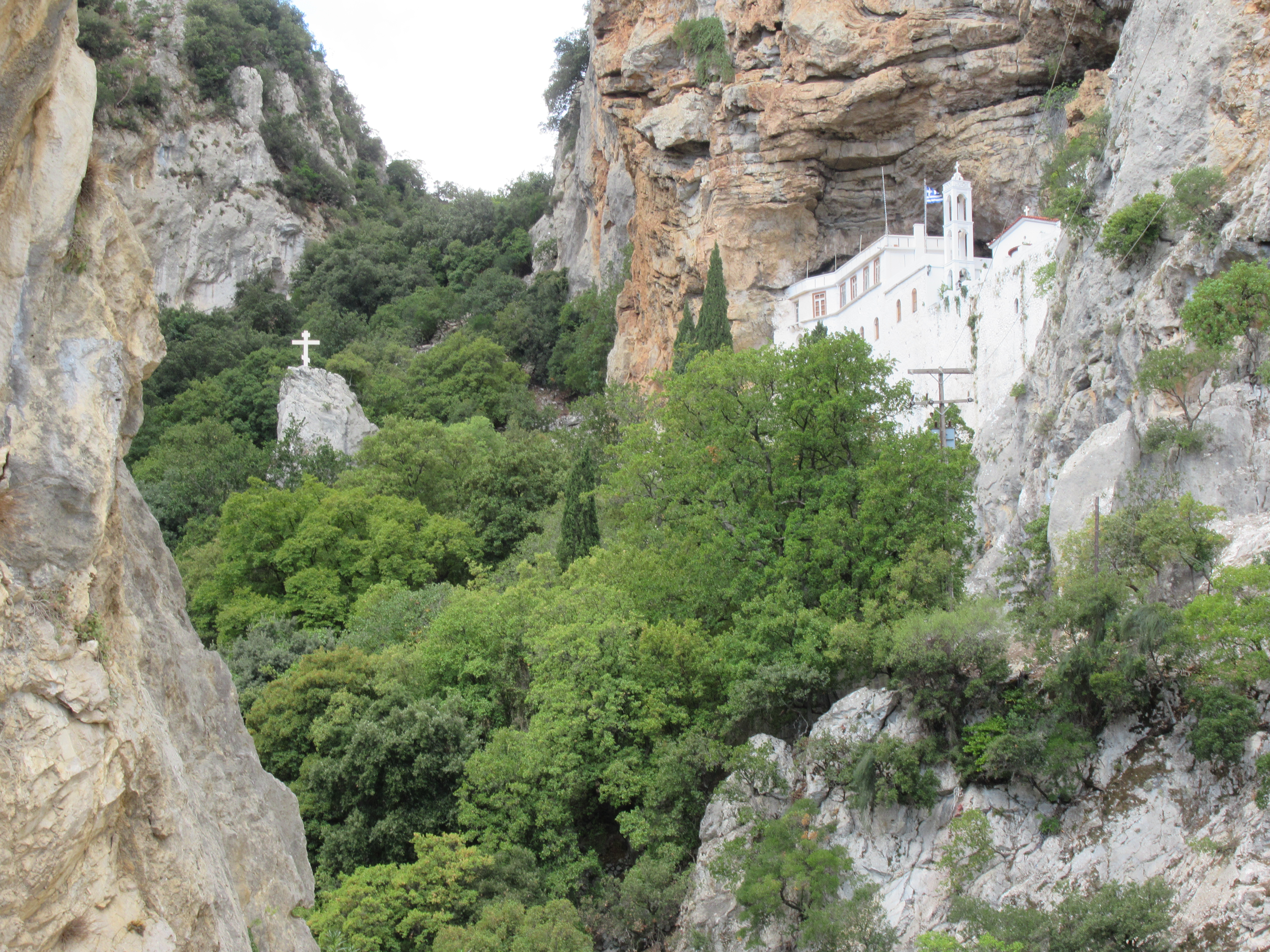

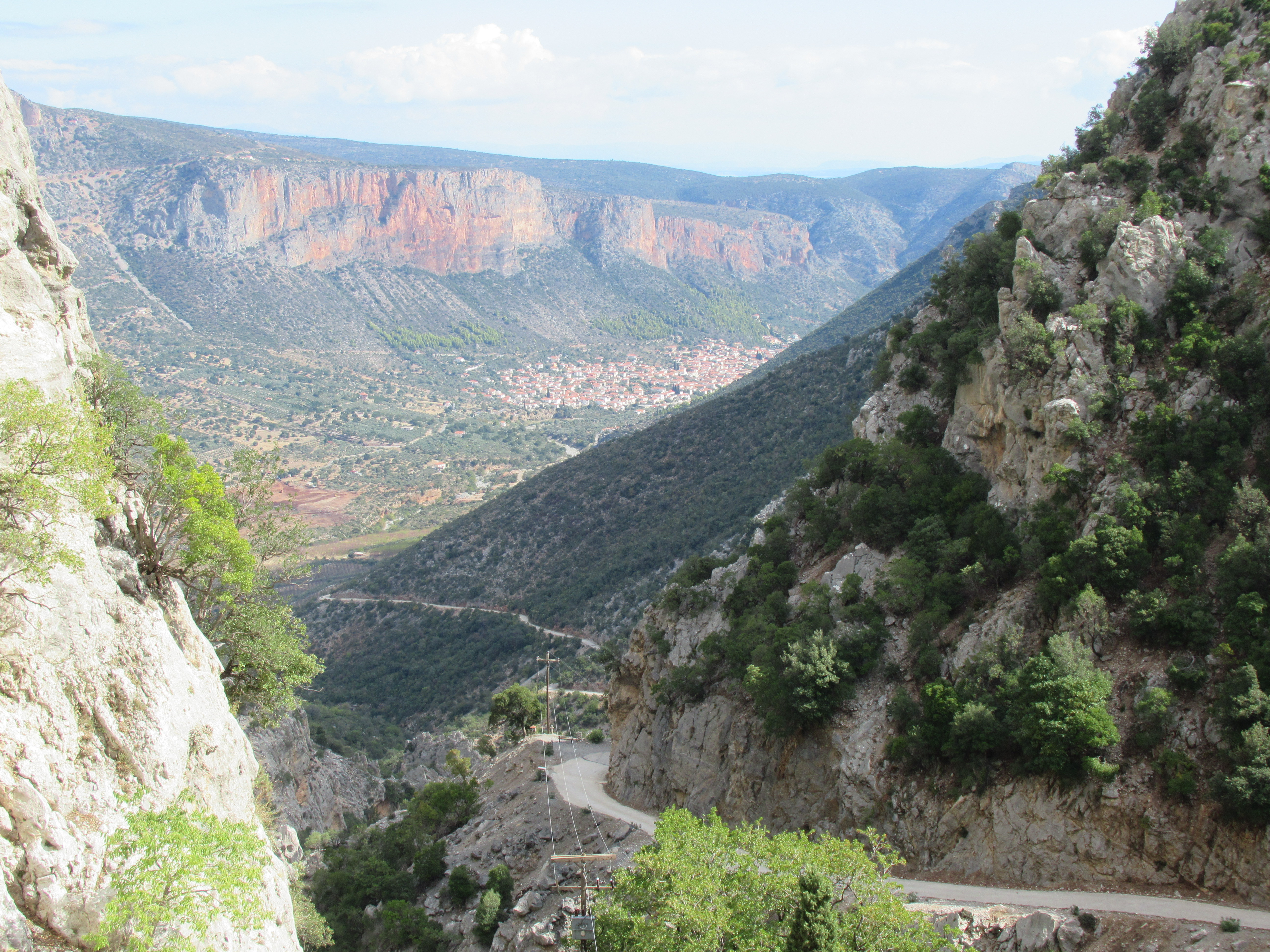

Das Moni Agiou Nikolaou Sintzas (griechisch Μονή Αγίου Νικολάου Σίντζας Moní Agíou Nikoláou Síntzas; „Kloster des heiligen Nikolaus bei dem Feigenbaum“) ist ein Kloster oberhalb der Stadt Leonidi auf der Peloponnes in Griechenland. Es befindet sich in einer Höhle an einem Steilhang eines 764 Meter hohen Berges. Oberhalb der Höhle befand sich früher ein großer Feigenbaum, im tsakonischen Dialekt der Einheimischen syntza genannt, von dem der toponyme Namensbestandteil des Klosters abgeleitet ist.

## Geschichte
Das Kloster wurde erstmals im Jahr 1622 erwähnt. 1810 wurde es in eine Frauenabtei umgewandelt. Um 1920 wurde eine betonierte Fahrstraße von Leonidio zum Kloster gebaut.
Im Oktober 2017 lebte dort nur noch eine Nonne. Den Winter verbringt die Nonne im Kloster Agios Georgios.

## Lage und Zugang
Ein kleines Stück außerhalb von Leonidio  liegt in der Nähe des Friedhofs das Kloster des Heiligen Charalambops. Daneben geht die Fahrstraße anfangs durch Olivenhaine, später steil durch das felsige Tal ca. 7 km hoch auf der rechten Seite des Nebentales zum Kloster Agios Nikolaos Sintza. Es scheint auch einen alten Weg auf der linken Talseite zu geben.
Unterhalb des Klosters befindet sich ein Parkplatz, dahinter erhebt sich eine hohe Betonstützmauer. Am Kloster vorbei führt ein schmaler, mehrfach gewundener Fußweg mit einer Pflasterung aus groben Steinen zu einer Schlucht und weiter zur Berghöhe. Der Weg ist gegen Abrutschen mit Trockenmauern aus großen Steinen gesichert. Es handelt sich um eine sehr alte Verbindung zur Berghöhe, die zu in den Bergen liegenden Dörfern führt. Dieser Weg ist wesentlich älter als das Kloster und könnte aus byzantinischer Zeit stammen. Der Weg mündet unterhalb des Berges „Spartolaka“ in einen Fahrweg, dieser führt zu dem Bergdorf Tsitalia.